# Thomas de Grey
Thomas de Grey, 6th Baró de Walsingham (29 de juliol de 1843 – 3 de desembre de 1919) fou un polític anglès i un entomòleg amateur.

## Biografia
Walsingham era el fill de Thomas de Gris, 5è Baró de Walsingham, i va néixer a Mayfair, Londres. Va ser educat a l'Eton i al Trinity College de Cambridge. va formar part del govern en el segon govern conservador (1874-1880) de Benjamin Disraeli. De 1870 damunt també va fer de fideïcomissari del Museu britànic i va actuar en moltes altres funcions públiques.
Walsingham Era un lepidopterista aficionat, recollint papallones i arnes des d'una edat jove, i estava particularment interessat en microlepidopters. La seva col·lecció era una de les més importants mai fetes, la qual després de la seva compra de les col·leccions de Zeller, Hofmann i Christoph van contenir per sobre dels 260,000 espècimens. La va donar al Museu d'Història Natural, juntament amb la seva biblioteca de 2,600 llibres.
Walsingham Va ser elegit membre de la Royal Society l'any 1887, i era un membre del Entomological Society of London (Societat Entomològica de Londres), sent-ne el president en dues ocasions.